# Горночифлишко македонско благотворително братство
Горночифлишкото македонско благотворително братство „Вич“ е организация на бежанците от областта Македония, установили се в Горен чифлик, Провадийско.

## История
На 5 март 1925 година на годишно общо събрание е основано братството и е избрано настоятелство в състав Теохарий Желязков (председател), Ариф Николов (подпредседател), Григор Киров (секретар), Никола Младенов (касиер) и Никола Божинов (съветник). На 7 март 1926 година е избрано ново настоятелство в състав Аргир Николов (председател), Петър Георгиев (подпредседател), Лазар Иванов (секретар касиер) и съветници Никола Божинов и Христо Божилов.